# Wilhelm Krumbach
Wilhelm Ernst Adalbert Krumbach (* 25. Juli 1937 in Neustadt bei Coburg; † 27. August 2005 in Speyer) war ein deutscher Cembalist, Organist, Musikwissenschaftler und Rundfunkautor.

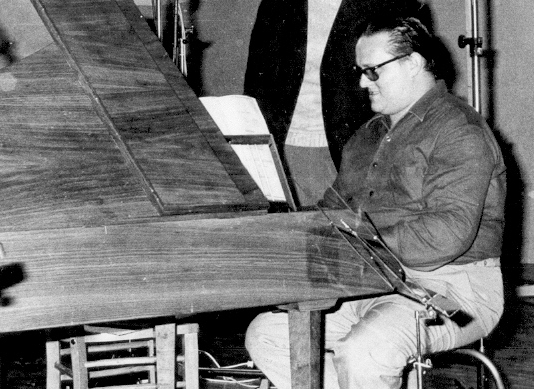
Wilhelm Krumbach am Cembalo, 1969

## Leben
Wilhelm Krumbach wurde als Sohn des Gymnasiallehrers für Mathematik und Physik und Hobby-Geigers Wilhelm Krumbach senior und der Klavierspielerin Elisabeth Krumbach (geb. Will) in Neustadt bei Coburg geboren und erlernte früh das Klavier- und Orgelspiel. Er lebte seit frühester Kindheit in Landau in der Pfalz. Während seiner Gymnasialzeit erhielt er dort eine musikalische Ausbildung als Orgelschüler des pfälzischen Landeskirchenmusikdirektors Adolf Graf.
Unmittelbar nach seinem Abitur im Jahr 1955 erhielt er sein erstes Diplom als Kirchenmusiker. Neben dem Fach Orgel studierte Krumbach Musikwissenschaft bei Arnold Schmitz und Ernst Laaf, Germanistik, Philosophie und einige Semester Theologie an der Johannes Gutenberg-Universität Mainz. Seit seiner Studentenzeit war Krumbach als freischaffender Konzertorganist, Cembalist, Musikwissenschaftler und Rundfunkautor tätig. 1968 heiratete Wilhelm Krumbach die Medizinerin Susanne Seel. Das Paar hatte zwei Töchter, Elisabeth und Dorothea.

## Künstlerisches Wirken
Wilhelm Krumbach war als Künstler und Musikwissenschaftler international tätig. Er trat in mehr als 100 Fernsehsendungen als Interpret an Orgel, Cembalo und Hammerflügel auf und hat über 100 Tonträger vorwiegend bei deutschen Labels, aber auch in Großbritannien, Italien, den Niederlanden, den USA, Japan und in Lateinamerika publiziert. Seine Gesamteinspielung des Bachschen Orgelwerks an der Orgel der Schlosskirche zu Lahm i. Itzgrund wurde in den 80er Jahren von der internationalen Presse als Wendepunkt der Bachinterpretation gefeiert.
Krumbach konzertierte als Solist zusammen mit bedeutenden Kammer- und Sinfonieorchestern und spielte unter Dirigenten wie Karl Ristenpart, Antonio Janigro, Wolfgang Marscher, Zubin Mehta und Helmuth Rilling.
Neben den Orgelwerken von Bach, Mendelssohn und Reger spielt Krumbach auch kleinere lokale Komponisten und unbekannte oder vergessene Werke und verband so sein Wirken als konzertierender Künstler mit dem als forschender Musikwissenschaftler. Gelegentliche Ausflüge in andere musikalische Genres blieben nicht aus. So produzierte er mehrere CDs mit dem rumänischen Jazzpianisten Eugen Cicero. Wilhelm Krumbach gab zahlreiche Meisterkurse um das Thema authentische Werkinterpretation auf authentischen Instrumenten.
Im Jahr 1966 rief Krumbach das Orgel-Festival Fränkische Orgeltage ins Leben, das er bis ins Jahr 1999 jährlich durchführte und bei dem zahlreiche international bekannte Interpreten auftraten. Auch das 1993 erstmals durchgeführte Festival Festliche Orgeltage im Moselland entstand auf Initiative Krumbachs. Seit seiner Studentenzeit war er auch als Rundfunkautor tätig und verfasste Komponistenporträts und über 2000 Manuskripte zu Hörfunk-Zyklen, in denen er meist selbst als Interpret an Orgel oder Cembalo mitwirkte. Krumbach war Juror bei internationalen Orgelwettbewerben und fachlicher Ratgeber in Fragen der Restaurierung und Rekonstruktion historischer Tasteninstrumente.

## Wissenschaftliche Leistungen
Krumbach arbeitete über die europäische Orgel- und Klavierkunst vom Mittelalter bis zum ausklingenden 18. Jahrhundert und auch über Orgelmusik der Romantik und Moderne. Dabei gelangen ihm einige Entdeckungen, u. a. bisher unbekannte Orgelwerke von Händel und Beethoven. Seine Entdeckung und Ersteinspielung von 60 vorher unbekannten Orgelchorälen Johann Sebastian Bachs machte im Jahr 1982 weltweit Schlagzeilen und wurde in der Fachpresse als bedeutender Bachfund gefeiert.
Wilhelm Krumbach forschte über Spielweise und Registrierkunst, Artikulations- und Tempofragen sowie Satz-, Formen- und Affektenlehre.
In den Sendereihen Deutsche Orgellandschaften stellte Krumbach Denkmal-Orgeln und ihre spezifische Musik vor und lieferte dadurch einen Gesamtüberblick über die Geschichte der deutschen Orgelbaukunst.
Wilhelm Krumbach war auch wichtig für die Entwicklung der deutschen Zupfmusik-Szene. Nach einer Begegnung mit dem Saarländischen Zupforchester unter Leitung von Siegfried Behrend, die sein Interesse an der Mandoline und ihrer Geschichte weckte, entdeckte Krumbach im Rahmen seiner Forschungen etwa 400 verschollene Mandolinenwerke und recherchierte die Lebensläufe ihrer Verfasser. Viele dieser Werke wurden mit Krumbach, dem Saarländischen Zupforchester, verschiedenen Kammermusikgruppen und den Mandolinisten Takashi Ochi und Masayuki Kawaguchi beim Saarländischen Rundfunk eingespielt und in eigens dafür geschaffenen Sendereihen ausgestrahlt. Auch bei der Zulassung der Mandoline zum Wettbewerb Jugend musiziert spielte Krumbach eine entscheidende Rolle.

## Auszeichnungen
- Bundesverdienstkreuz am Bande (30. Dezember 1992)[6]

## Werkausgaben
- G.G.B. Gervasio: Zwei Stücke für Mandoline solo. Trekel, Hamburg
- P. Fouchetti: Sechs Serenaden für zwei Mandolinen. Trekel, Hamburg
- C.Cecere: Sonate G-Dur für Mandoline und B.C. Trekel, Hamburg
- A.Rolla: Sonate C-Dur für Flöte, 2 Mandolinen und Viola. Trekel, Hamburg

## Diskographie (Auswahl)
- Der Klassik neue Kleider. Gemeinsam mit Eugen Cicero. 1983
- Jazz Bach. Gemeinsam mit Eugen Cicero. 1985
- Cicero Klassik Modern. Gemeinsam mit Eugen Cicero. 1987
- Deutsche Orgellandschaften – Sachsen. 4 CDs. Capriccio
- Zyklus Historische Orgeln. Orchestrol, 1994
  - Die Holzhey-Orgel in Rot an der Rot
  - Die Holzhey-Orgel in Neresheim
  - Die Holzhey-Orgel in Obermarchtal
  - Die Holzhey-Orgel in Weißenau
  - Die Holzhey-Orgel in Ursberg
  - Die Gabler-Orgel in Weingarten
  - Die Schnitzer-Lang-Orgel in Inzigkofen
  - Die Höss-Orgel in Dischingen
  - Die Aichgasser-Orgel in Wald
- J. S. Bach: Choral-Vorspiele Vol 1–3. Arte Nova, 1995
- Friesische Orgelpracht: Historische Orgeln Friesland und Oldenburg. Psallite